# Paul Ketoff
Paul Ketoff est un ingénieur électronicien.
Il construit son synthétiseur appelé « Synket » à Rome,.